# Arrondissement di Lione
L'arrondissement di Lione è un arrondissement dipartimentale della Francia formato dalla metropoli di Lione e parte del dipartimento del Rodano, nella regione dell'Alvernia-Rodano-Alpi.

## Storia
Fu creato nel 1800, sulla base dei preesistenti distretti.

## Composizione
L'arrondissement era diviso in 162 comuni raggruppati in 43 cantoni, alcuni dei quali all'interno della città di Lione, ed elencati di seguito:
- cantone di L'Arbresle
- cantone di Bron
- cantone di Caluire-et-Cuire
- cantone di Condrieu
- cantone di Décines-Charpieu
- cantone di Écully
- cantone di Givors
- cantone di Irigny
- cantone di Limonest
- cantoni di Lione, da I a XIV
- cantone di Meyzieu
- cantone di Mornant
- cantone di Neuville-sur-Saône
- cantone di Oullins
- cantone di Rillieux-la-Pape
- cantone di Sainte-Foy-lès-Lyon
- cantone di Saint-Fons
- cantone di Saint-Genis-Laval
- cantone di Saint-Laurent-de-Chamousset
- cantone di Saint-Priest
- cantone di Saint-Symphorien-d'Ozon
- cantone di Saint-Symphorien-sur-Coise
- cantone di Tassin-la-Demi-Lune
- cantone di Vaugneray
- cantone di Vaulx-en-Velin
- cantone di Vénissieux-Nord
- cantone di Vénissieux-Sud
- cantone di Villeurbanne-Centre
- cantone di Villeurbanne-Nord
- cantone di Villeurbanne-Sud

Il 1º gennaio 2015, a seguito della costituzione della Metropoli di Lione, l'arrondissement viene fatto coincidere con la metropoli stessa. I comuni non interessati al cambiamento vengono assegnati al confinante arrondissement di Villefranche-sur-Saône.
Il 1º febbraio 2017, 78 comuni dell'arrondissement di Villefranche-sur-Saône sono trasferiti all'arrondissement di Lione.